# Robert Blake (acteur)
Pour les articles homonymes, voir Robert Blake et Blake.
Robert Blake, nom de scène de Michael James Vincenzo Gubitosi, né le 18 septembre 1933 à Nutley dans le New Jersey, et mort le 9 mars 2023 à Los Angeles, est un acteur américain célèbre dans les années 1970 pour son interprétation de l'inspecteur Baretta à la télévision. Il a joué dans plusieurs films, dont De sang-froid (1967), Electra Glide in Blue (1973), Money Train en 1995 et Lost Highway en 1997. En 2005, il est acquitté du meurtre de sa deuxième femme survenu en 2001.

## Biographie

### Origines
Michael Gubitosi est le troisième enfant de Giacomo Gubitosi (1906-1956) et Elizabeth Cafone. Son père, né en Italie, immigre aux États-Unis en 1907 et épouse sa mère, elle aussi d'origine italienne, en 1929. Il a un frère James Gubitosi (1930-1995) et une sœur Giovanna Gubitosi (1932-1985).
En 1938, la famille part s'installer à Los Angeles.

### L'enfant star
De 1939 à 1944, il joue dans la série Les Petites Canailles et de 1944 à 1947 dans la série Red Ryder. Il a aussi des rôles dans quelques films dont Le Grand Boum de Laurel et Hardy en 1944 et Le Trésor de la Sierra Madre avec Humphrey Bogart. En 1944, il renonce à l'usage de son nom dans les génériques au profit de « Mickey Blake ».
Il a une enfance malheureuse et marquée par les mauvais traitements que lui infligeait son père alcoolique.

### Carrière adulte
Engagé dans l'armée en 1950, Robert Blake reprend à son retour sa carrière d'acteur jouant de petits rôles dans plusieurs films ou séries. Son premier grand rôle adulte est celui d'un meurtrier dans De sang-froid, adaptation en 1967 de l'œuvre de Truman Capote. Il enchaine ensuite avec Willie Boy en 1969 et Electra Glide in Blue en 1973.
Mais c'est sans doute son rôle dans la série Baretta de 1973 à 1978 qui lui apporte le plus de notoriété. Il est récompensé d'un Emmy Award en 1975 et d'un Golden Globe Award en 1976 pour son interprétation de Tony Baretta.
Pour le reste de sa carrière, on retient essentiellement Money Train en 1995 et Lost Highway en 1997.

### Vie privée
Robert Blake épouse en 1961 Sondra Kerr et vit avec elle jusqu'en 1983, année de leur divorce. De leur union naissent deux enfants, l'acteur Noah Blake (né en 1965) et Delinah Blake (né en 1966).

#### Mariage avec Bonnie Lee Bakley
En 1999 au cours de la soirée d'anniversaire de Chuck McCann, Robert Blake rencontre Bonnie Lee Bakley. Usant d'identités multiples, elle se marie une douzaine de fois (sans qu'aucun divorce ne soit prononcé par la suite). Au moment de son mariage, elle est d'ailleurs en liberté conditionnelle, ayant été arrêtée en 1997 à Little Rock dans l'Arkansas, pour possession et usage de multiples identités.
Elle entame alors une relation parallèle avec Robert Blake et avec Christian Brando, le fils de Marlon Brando, et se retrouve rapidement enceinte. Après que la mère a laissé entendre à ses deux amants qu'ils peuvent être le père, la paternité est finalement accordée à Robert Blake à l'issue d'un test ADN. Ce dernier accepte alors d'épouser Bonnie Lee Bakley, dont c'est, à 44 ans, le 10e mariage[réf. nécessaire]. Il est à noter qu'à l'issue des noces les époux ne font pas maison commune et que Bakley s'installe dans la maison des invités du domaine de Robert Blake.
Le 4 mai 2001, Robert Blake emmène dîner Bakley dans un restaurant italien. À l'issue du repas, celle-ci est assassinée de deux coups de pistolet dans la tête alors qu'elle est assise dans sa voiture garée à proximité du restaurant.

#### Inculpation pour meurtre et procès
Le 18 avril 2002, Robert Blake et son garde du corps Earle Caldwell sont arrêtés, le premier sous l'accusation de meurtre, le second sous celle de complicité. Un élément clé ayant convaincu la police de la culpabilité de l'acteur est le témoignage de l'ancien cascadeur Ronald « Duffy » Hambleton l'accusant d'avoir essayé de l'engager pour tuer sa femme. Plus tard au cours de la procédure, un autre cascadeur en retraite, associé de Hambleton, Gary McLarty, porte des accusations identiques. Le 13 mars 2003, après presque une année de détention, Robert Blake sort de prison moyennant 1,5 million de dollars pour être placé en résidence surveillée. Robert Blake est finalement acquitté à l'issue de son procès, le 16 mars 2005.
Commentant la décision, le procureur déclare que les jurés sont « incroyablement stupides ». Au civil, Robert Blake est néanmoins condamné à verser 15 millions de dollars d'indemnités aux enfants de Bonnie Lee Bakley le 26 avril 2008. Robert Blake et ses avocats trouvant le montant exagéré, ils se sont réunis avec les enfants de Bonnie et se sont mis d'accord sur un montant confidentiel.

## Filmographie sélective
- 1939 : Bridal Suite de Wilhelm Thiele
- 1940 : Monsieur Wilson perd la tête (I Love you Again) de W. S. Van Dyke
- 1942 : L'Assassin au gant de velours (Kid Glove Killer) de Fred Zinnemann
- 1942 : Mokey de Wells Root
- 1942 : China Girl (La pagode en flammes) de Henry Hathaway
- 1942 : La Double Vie d'André Hardy (Andy Hardy's Double Life) de George B. Seitz
- 1943 : L'Amour travesti (Slightly Dangerous) de Wesley Ruggles
- 1943 : L'Ange perdu (Lost Angel) de Roy Rowland
- 1943 : Salute to the Marines (en) de S. Sylvan Simon
- 1944 : Vigilantes of Dodge City (en) de Wallace Grissell
- 1944 : Meet the People de Charles Reisner
- 1944 : Marshal of Reno (en) de Wallace Grissell
- 1944 : Cheyenne Wildcat (en) de Lesley Selander
- 1944 : La Femme au portrait (The woman in the window) de Fritz Lang
- 1944 : Le Grand Boum (The Big Noise) de Malcolm St. Clair
- 1944 : Sheriff of Las Vegas (en) de Lesley Selander
- 1944 ; Tucson Raiders (en) de Spencer Gordon Bennet
- 1944 ; La Septième Croix (The Seventh Cross) de Fred Zinnemann
- 1945 : Wagon Wheels Westward (en) de R. G. Springsteen
- 1945 : Pillow to Post de Vincent Sherman
- 1945 : Great Stagecoach Robbery (en) de Lesley Selander
- 1945 : The Horn Blows at Midnight de Raoul Walsh
- 1945 : Colorado Pioneers (en) de R. G. Springsteen
- 1945 : La Femme du pionnier (Dakota) de Joseph Kane
- 1945 : Lone Texas Ranger (en) de Spencer Gordon Bennet
- 1946 : Sun Valley Cyclone (en) de R. G. Springsteen
- 1946 : Stagecoach to Denver (en) de R. G. Springsteen
- 1946 : Sheriff of Redwood Valley (en) de R. G. Springsteen
- 1946 : Santa Fe Uprising (en) de R. G. Springsteen
- 1946 : Out California Way (en) de Lesley Selander
- 1946 : In Old Sacramento (en) de Joseph Kane
- 1946 : A Guy Could Change (en) de William K. Howard
- 1946 : Conquest of Cheyenne (en) de R. G. Springsteen
- 1946 : Humoresque de Jean Negulesco
- 1947 : Vigilantes of Boomtown (en) de R. G. Springsteen
- 1947 : Rustlers of Devil's Canyon (en) de R. G. Springsteen
- 1947 : The Return of Rin Tin Tin (en) de Max Nosseck
- 1947 : Oregon Trail Scouts (en) de R. G. Springsteen
- 1947 : Marshal of Cripple Creek (en) de R. G. Springsteen
- 1947 : The Last Round-Up (en) de John English
- 1947 : Homesteaders of Paradise Valley (en) de R. G. Springsteen
- 1948 : Le Trésor de la Sierra Madre (The Treasure of the Sierra Madre) de John Huston
- 1950 : La Main noire (Black Hand) de Richard Thorpe
- 1950 : La Rose noire (The Black Rose) de Henry Hathaway
- 1952 : Le Trésor du Guatemala (Treasure of The Golden Condor) de Delmer Daves
- 1952 : Apache War Smoke (en) de Harold F. Kress
- 1953 : Le Prince de Bagdad (The Veils of Bagdad) de George Sherman
- 1956 : Terre sans pardon (Three Violent People) de Rudolph Maté
- 1956 : Rumble on the Docks (en) de Fred F. Sears
- 1956 : Le Supplice des aveux (The Rack) de Arnold Laven
- 1956 : Screaming Eagles (en) de Charles F. Haas
- 1957 : The Tijuana Story (en) de Leslie Kardos
- 1957 : The Beast of Budapest (en) de Harmon  Jones
- 1958 : La révolte est pour minuit (en) (Revolt in the Big House) de R. G. Springsteen
- 1959 : Les Feux de la bataille (en) (Battle Flame) de R. G. Springsteen
- 1959 : La Gloire et la Peur (Pork Chop Hill) de Lewis Milestone
- 1959 : The Purple Gang (en) de Frank McDonald
- 1961 : Ville sans pitié  (Town Without Pity) de Gottfried Reinhardt
- 1962 : Patrouilleur 109 (PT 109) de Leslie H. Martinson
- 1964 : La Plus Grande Histoire jamais contée (The Greatest Story Ever Told) de George Stevens
- 1966 : Propriété interdite (This Property Is Condemned), de Sydney Pollack
- 1967 : De sang-froid (In Cold Blood) de Richard Brooks
- 1969 : Willie Boy d'Abraham Polonsky
- 1972 : Le Coriace (Un Uomo dalla pelle dura) de Franco Prosperi
- 1972 : Corky (en) de Leonard Horn
- 1973 : Electra Glide in Blue de James William Guercio (en)
- 1973-1978 : Baretta (série télévisée)
- 1974 : Les Casseurs de gang de Peter Hyams
- 1980 : Coast to Coast de Joseph Sargent
- 1981 : Cœurs d'occasion de Hal Ashby
- 1983 : Kennedy contre Hoffa (en) (Blood Feud) (téléfilm) : Jimmy Hoffa
- 1995 : Money Train de Joseph Ruben
- 1997 : Lost Highway de David Lynch